# Moerarchis lanosa
Moerarchis lanosa är en fjärilsart som beskrevs av Diakonoff 1949. Moerarchis lanosa ingår i släktet Moerarchis och familjen äkta malar. Inga underarter finns listade i Catalogue of Life.